# Marita Grabiak
Marita Grabiak est une réalisatrice américaine, née à Ambridge (Pennsylvanie).

## Filmographie

### Séries télévisées
- 2000 et 2001 : Urgences épisodes  Question de choix et  La Goutte d'eau
- 2001 : Dawson (1 épisode)
- 2001 - 2003 : Angel, épisodes  Les Démons du passé, Le Prix à payer, Le casino gagne toujours, Douce Béatitude et La Fille loup-garou
- 2002 : Firefly, épisode De la boue et des hommes
- 2002 et 2003 : Smallville (2 épisodes)
- 2003 : Buffy contre les vampires (épisodes Sous influence et La Fin des temps, partie 1)
- 2003 : Cold Case : Affaires classées (1 épisode)
- 2004 : Battlestar Galactica, épisode  L'Eau
- 2004 : Lost : Les Disparus, épisode La Force du destin
- 2005 : Alias (1 épisode)
- 2005 : New York, unité spéciale (1 épisode)
- 2005 : Les Frères Scott (1 épisode)
- 2007 : Bones (1 épisode)
- 2009 : Dollhouse (1 épisode)

### Téléfilms
- 2013 : Le Spa de tous les dangers (Zephyr Springs)
- 2014 : Amour toujours (For better or for worse)
- 2018 : On s'était dit rendez-vous… à Noël (The Christmas Pact)
- 2019 : Coup de foudre au château de glace (de)
- 2019 : Père Noël incognito (Random Acts of Christmas)
- 2019 : La chasse au trésor de Noël (Christmas Scavenger Hunt)
- 2019 : Mission royale pour Noël (Christmas Coach)